# Toni Lato
Antonio Latorre Grueso (La Pobla de Vallbona, 21 november 1997) – alias Toni Lato – is een Spaans voetballer die doorgaans als linksback speelt. Hij stroomde in 2016 door vanuit de jeugd van Valencia CF.

## Clubcarrière
Lato is afkomstig uit de jeugdacademie van Valencia CF. Hij debuteerde in maart 2014 voor Valencia CF Mestalla. Lato tekende op 25 juni 2015 een vijfjarig contract en werd definitief bij het B-elftal gehaald. Hij debuteerde op 25 februari 2016 in het eerste team, in een wedstrijd in de Europa League uit tegen Rapid Wien. Lato verving na rust José Gayá. Zijn competitiedebuut in het eerste elftal volgde op 9 januari 2017, uit tegen CA Osasuna. Lato moest bij Valencia voor zijn plek concurreren met Gayá. Dit was een slag die hij in drie seizoenen tijd niet wist te winnen. Valencia verhuurde hem in juli 2019 voor een jaar aan PSV. Bij PSV kwam hij echter niet aan spelen toe. Daardoor vertrok Lato in de winterstop alweer bij PSV. Valencia verhuurde hem direct voor de tweede seizoenshelft door aan CA Osasuna.

## Clubstatistieken
| Seizoen | Club            | Competitie       | Competitie | Competitie | Beker | Beker | Internationaal | Internationaal | Totaal | Totaal |
| Seizoen | Club            | Competitie       | Wed.       | Dlp.       | Wed.  | Dlp.  | Wed.           | Dlp.           | Wed.   | Dlp.   |
| ------- | --------------- | ---------------- | ---------- | ---------- | ----- | ----- | -------------- | -------------- | ------ | ------ |
| 2015/16 | Valencia CF     | Primera División | 0          | 0          | 0     | 0     | 1              | 0              | 1      | 0      |
| 2016/17 | Valencia CF     | Primera División | 8          | 0          | 1     | 0     | —              | —              | 9      | 0      |
| 2017/18 | Valencia CF     | Primera División | 16         | 0          | 4     | 0     | —              | —              | 20     | 0      |
| 2018/19 | Valencia CF     | Primera División | 4          | 0          | 4     | 0     | 5              | 1              | 13     | 1      |
| 2019/20 | → PSV Eindhoven | Eredivisie       | 0          | 0          | 0     | 0     | 1              | 0              | 1      | 0      |
| 2019/20 | → CA Osasuna    | Primera División | 3          | 1          | 0     | 0     | 0              | 0              | 3      | 1      |
| Totaal  | Totaal          | Totaal           | 31         | 1          | 9     | 0     | 7              | 1              | 47     | 2      |

Bijgewerkt t/m 24 juni 2020

## Interlandcarrière
Lato kwam uit voor verschillende Spaanse nationale jeugdteams.

## Erelijst
| Copa del Rey | 1x | 2018/19 |